# Olympische Winterspiele 1980/Teilnehmer (Japan)
| Gelbes Symbol für Goldmedaillen mit stilisierten Olympischen Ringen | Graues Symbol für Silbermedaillen mit stilisierten Olympischen Ringen | Braundes Symbol für Bronzemedaillen mit stilisierten Olympischen Ringen |
| ------------------------------------------------------------------- | --------------------------------------------------------------------- | ----------------------------------------------------------------------- |
| —                                                                   | 1                                                                     | —                                                                       |

Japan nahm an den Olympischen Winterspielen 1980 in Lake Placid mit einer Delegation von 50 Athleten (46 Herren, 4 Damen) teil. Der Eishockeyspieler Osamu Wakabayashi wurde als Fahnenträger für die Eröffnungsfeier ausgewählt.

## Teilnehmer nach Sportarten

### Biathlon
Herren:
- Hiroyuki Deguchi
10 km: 26. Platz
20 km: 39. Platz
4 × 7,5 km: 13. Platz
- Tsusumisa Kikuchi
20 km: 41. Platz
4 × 7,5 km: 13. Platz
- Masaichi Kinoshita
10 km: 43. Platz
20 km: 28. Platz
4 × 7,5 km: 13. Platz
- Takashi Shibata
10 km: 37. Platz
4 × 7,5 km: 13. Platz

### Bob
Zweierbob:
- Yuji Funayama / Yoshimitsu Kadowaki
19. Platz

### Eishockey
Herren: 11. Platz
| - Takeshi Azuma - Tadamitsu Fujii - Tsutomu Hanzawa - Sadaki Honma - Hiroshi Hori - Yoshio Hoshino - Mikio Hosoi - Norio Ito - Takeshi Iwamoto - Katsutoshi Kawamura | - Yoshiaki Kyoya - Mikio Matsuda - Minoru Misawa - Satoru Misawa - Hitoshi Nakamura - Iwao Nakayama - Hideo Sakurai - Hideo Urabe - Osamu Wakabayashi - Koji Wakasa |

### Eiskunstlauf
| Damen: - Emi Watanabe 6. Platz | Herren: - Fumio Igarashi 9. Platz - Mitsuru Matsumura 8. Platz |

### Eisschnelllauf
| Damen: - Miyoshi Katō 1000 m: 17. Platz 1500 m: 24. Platz 3000 m: 21. Platz - Makiko Nagaya 500 m: 7. Platz 1000 m: 9. Platz - Yuko Yaegashi-Ota 1000 m: 25. Platz 1500 m: 23. Platz 3000 m: 25. Platz | Herren: - Kaoru Fukuda 500 m: 14. Platz 1000 m: 19. Platz - Kazuaki Ichimura 500 m: 20. Platz 1000 m: 25. Platz - Masayuki Kawahara 1000 m: 23. Platz 1500 m: 20. Platz 5000 m: 25. Platz - Yasuhiro Shimizu 1500 m: 24. Platz 5000 m: 16. Platz 10.000 m: 9. Platz - Masahiko Yamamoto 1500 m: 19. Platz 5000 m: 21. Platz 10.000 m: 17. Platz |

### Rodeln
| Herren: - Koji Kuriyama 19. Platz - Takashi Takagi 23. Platz | Doppelsitzer: - Koji Kuriyama / Takashi Takagi 13. Platz |

### Ski Alpin
Herren:
- Toshihiro Kaiwa
Riesenslalom: 29. Platz
Slalom: DNF
- Mikio Katagiri
Abfahrt: 21. Platz
- Osamu Kodama
Riesenslalom: DNF
Slalom: DNF
- Atsushi Sawada
Riesenslalom: 36. Platz
Slalom: 15. Platz

### Ski Nordisch

#### Langlauf
Herren:
- Shirō Satō
15 km: 43. Platz
30 km: 39. Platz
50 km: 37. Platz

#### Nordische Kombination
Herren:
- Toshihiro Hanada
Einzel: 27. Platz
- Michio Kubota
Einzel: 25. Platz

#### Skispringen
Herren:
- Hiroyasu Aizawa
Normalschanze: 42. Platz
Großschanze: 35. Platz
- Masahiro Akimoto
Normalschanze: 4. Platz
Großschanze: 10. Platz
- Takafumi Kawabata
Normalschanze: 29. Platz
Großschanze: 32. Platz
- Hirokazu Yagi
Normalschanze: 
Großschanze: 19. Platz